# Рододендрон Дегрона

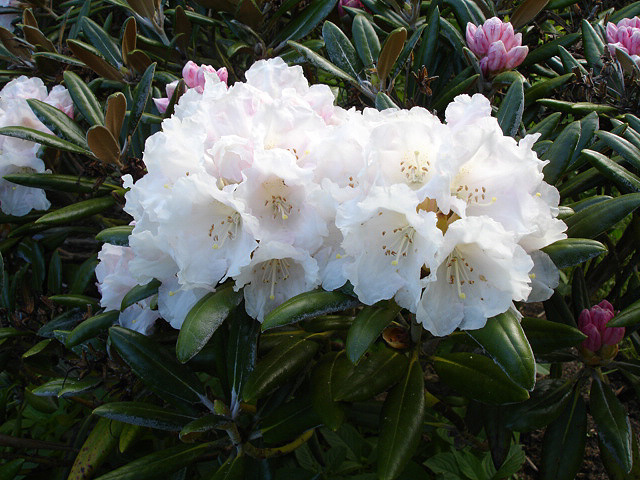
Rhododendron degronianum ssp. yakusinianum

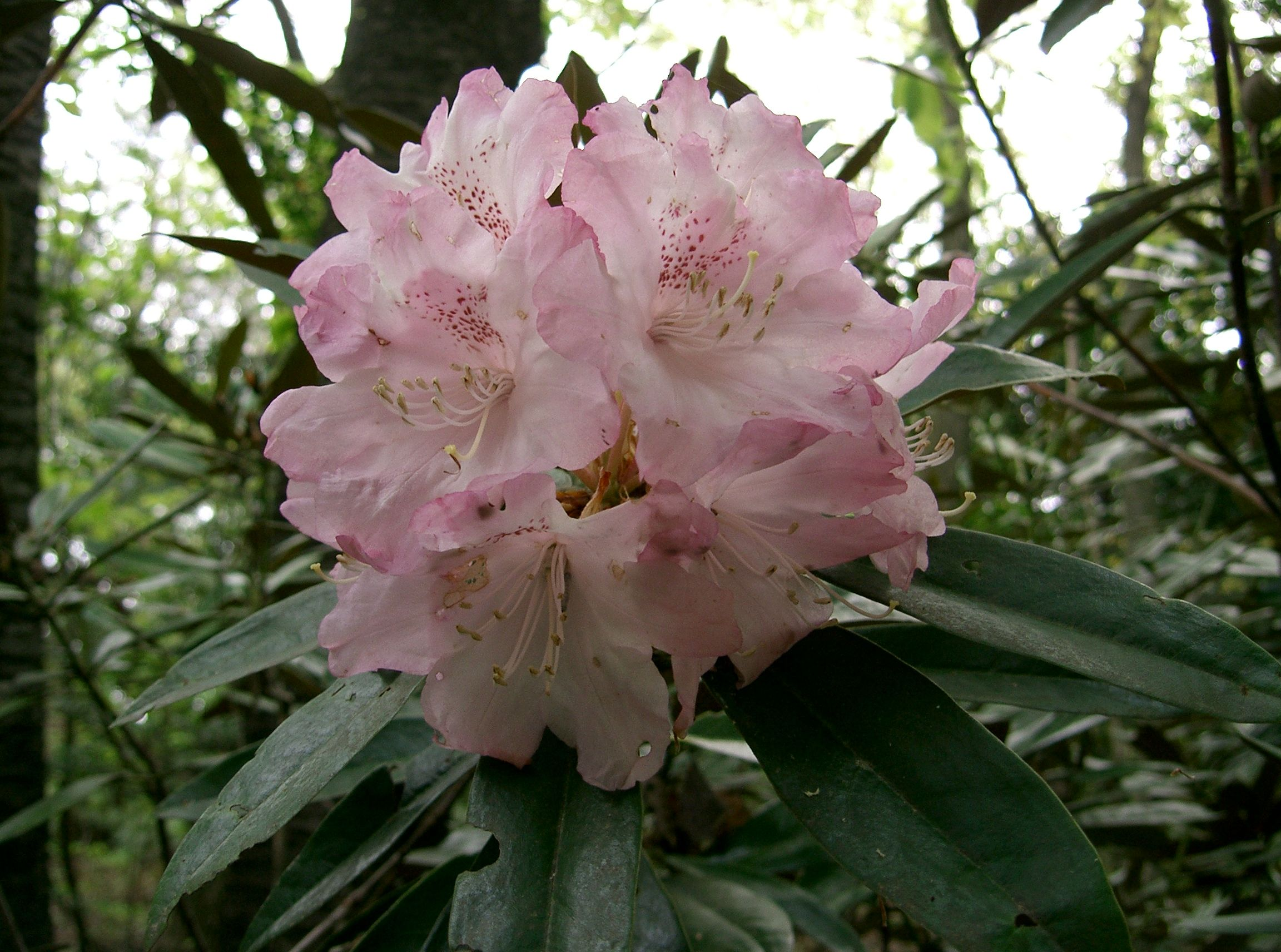
Rhododendron degronianum subsp. heptamerum var. hondoense

Рододе́ндрон Дегрона (лат. Rhododéndron degronianum) — вечнозелёный кустарник, вид рода Рододендрон (Rhododendron) семейства Вересковые (Ericaceae).
Используется в качестве декоративного садового растения. Одна из природных форм рододендрона Дегрона — рододендрон якусиманский используется в селекционных программах при создании сортов зимостойких вечнозелёных рододендронов.

## Естественные разновидности
Как известно, ледниковые периоды сильно изменили растительность севера Евразии, как и растительность на другой стороне материка, в Японии. В горах Японии произрастает многообразная группа вечнозеленых рододендронов, которые, как предполагается, пережили ледниковые периоды благодаря сохранившимся на побережье теплым защищенным местам, так называемым рефугиумам. Оттуда, после отхода ледников, растения распространились по окружающей территории, однако позже они сами были вынуждены отступить в горы, когда климат стал для них слишком тёплым. Считается, что эта миграция стала причиной нынешнего многообразия вида Rh. degronianum, который включает разновидности, отличающиеся листьями, цветками и формой куста.
По данным Germplasm Resources Information Network (GRIN):
- Rhododendron degronianum subsp. degronianum (syn.: Rhododendron metternichii subsp. pentamerum (Maxim.) Sugim., Rhododendron metternichii var. pentamerum Maxim.)
- Rhododendron degronianum subsp. heptamerum
- Rhododendron degronianum subsp. heptamerum var. heptamerum (syn.: Hymenanthes japonica Blume, Rhododendron hymenanthes Makino, Rhododendron japanoheptamerum Kitam., Rhododendron japonicum (Blume) C. K. Schneid., Rhododendron metternichii Siebold & Zucc.
- Rhododendron degronianum subsp. heptamerum var. hondoense (syn.: Rhododendron metternichii var. hondoense Nakai)
- Rhododendron degronianum subsp. heptamerum var. kyomaruense (syn.: Rhododendron japanoheptamerum var. kyomaruense (T. Yamaz.) T. Yamaz., Rhododendron metternichii var. kyomaruense T. Yamaz. )
- Rhododendron degronianum subsp. yakushimanum
- Rhododendron degronianum subsp. yakushimanum var. intermedium (syn.: Rhododendron metternichii var. intermedium Sugim.)
- Rhododendron degronianum subsp. yakushimanum var. yakushimanum (syn.: Rhododendron metternichii subsp. yakushimanum, Rhododendron metternichii var. yakushimanum (Nakai) Ohwi, Rhododendron yakushimanum Nakai)

В садоводстве Rhododendron yakushimanum принято рассматривать, как отдельный вид. Небольшой остров Якусима расположен у южной оконечности Японии, в 120 км к югу от Кюсю. Самая высокая точка острова расположена на высоте 1935 метров над уровнем моря, рядом с вершиной и произрастает рододендрон якусиманский.
Рододендрон Меттерниха (Rhododendron metternichii Siebold & Zucc.) в настоящее время считается синонимом Rhododendron degronianum subsp. heptamerum var. heptamerum (Maxim) Sealy, 1976.

## Распространение и экология
Япония (Хонсю, Кюсю, Сикоку).

## Ботаническое описание
Вечнозелёный кустарник высотой около 1 метра.
Листья от эллиптических до продолговато-эллиптических, посередине более широкие, длинной 7—15 см, шириной 2—4 см, края слегка закруглены, верхняя часть тёмно-зелёная, глянцевая, голая, нижняя светло-жёлтая с войлочным опушением. Черешки длиной 2—4 см.
Соцветие 10—12 цветковое.
Венчик широковоронковидный или колокольчатый, нежно-розовый с более тёмным крапом, 4—5 см в диаметре, с 5 долями. Тычинок 10.
Рододендрон Меттерниха (Rhododendron metternichii Siebold & Zucc., Rhododendron degronianum subsp. heptamerum var. heptamerum (Maxim) Sealy, 1976). В США (округ Колумбия) возрасте 25 лет высота 2,4 м, ширина 3 м. Листья блестящие, тёмно-зелёные.

## В культуре

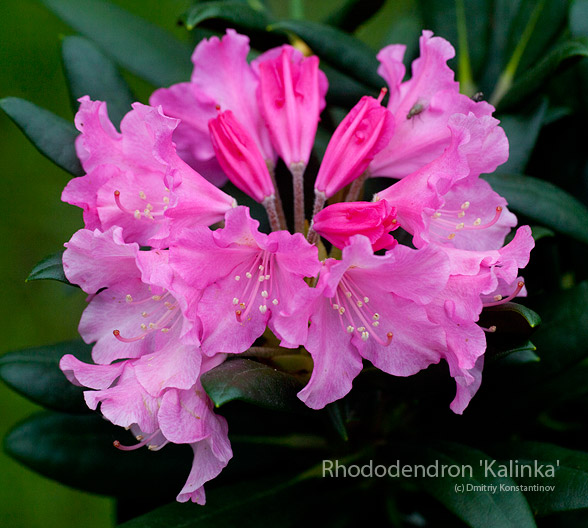
Rhododendron 'Kalinka'

Рододендрон Дегрона в культуре с 1870 года.
В Латвии интродуцирован в 30-х годах XX века. В Латвии полностью зимостоек, цветение мае — июне. Семена вызревают полностью.
В условиях Нижегородской области Rhododendron degronianum subsp. degronianum зимостоек, но в суровые зимы подмерзают цветочные почки. Семена вызревают. Все образцы Rhododendron degronianum subsp. yakushimanum высаженные в открытом грунте вымерзли.
Рододендрон якусиманский был описан только в 20-х годах XX века. В 1934 году председатель Ассоциации любителей рододендронов Великобритании Лайонел Ротшильд (англ. Lionel Nathan de Rothschild) получил от японского профессора-ботаника Коитиро Вады (англ. Koichiro Wada) два экземпляра рододендрона якусиманского. Они были высажены в его питомнике Exbury. Рододендрон якусиманский произрастает на юге Японии, на острове Якусима. В 1947 году одно из этих растений, которому был дан статус сорта 'Koichiro Wada' завоевал первое место (RHS First Class Certificate (FCC)) на выставке цветов в Челси. С этого момента начался европейский и американский взлёт его популярности. В настоящее время создано несколько сотен сортов с его участием. Большинство сортов этой группы отличается обильным цветением и не нуждаются в притенении. Куст высотой до 1 метра имеет плотную сферическую форму. Молодые листья серебристо-белые из-за опушения. Бутоны розовые, цветки светло-розовые, быстро выгорающие до белых. Гибриды между рододендроном якусиманским и другими видами и сортами (в просторечии «яки» (англ. «yaks»)) могут отличаться габитусом куста, морфологией листьев и цветом и формой цветков.
Многие гибриды созданные на основе рододендрона якусиманского пригоды для выращивания в открытом грунте средней полосы России. Холодостойкость большинства сортов — минус 23—29 °С, есть сорта, выдерживающие минус 32 °С.
Некоторые сорта (в скобках способность переносить отрицательные температуры без повреждения цветочных почек по данным American Rhododendron Society):
 'Anna H. Hall' (-32 °C), 'Mist Maiden' (-29 °C), 'Bambino' (-18 °C), 'Babette' (-23 °C), 'Bambi', 'Barmstedt' (-23 °C), 'Blankenese', 'Blurettia'(-23 °C), 'Cupcake' (-18 °C), 'Daniela' (-23 °C), 'Emanuela' (-26 °C), 'Ernest Inman', 'Festivo' (-21 °C), 'Fred Peste' (-18 °C), 'Golden Wedding' (-18 °C), 'Hachmann's Belona', 'Harkwood Moonlight', 'Harkwood Premiere', 'Hoppy' (-23 °C), 'Kalinka' (-26 °C), 'Kantilene', 'Loch Rannoch', 'Lumina', 'Nicoletta' (-26 °C), 'Ninotschka', 'Queen Alice', 'Silberglanz', 'Dusty Miller', 'Hydon Velvet', 'Teddy Bear' (-23 °C), 'Yaku Princes'(-26 °C), 'Yaku Angel' (-26 °C), 'Yaku Fairy' (-23 °C), 'Yaku Incense' (-21 °C), 'Yaku Prince' (-23 °C), 'Yaku Queen' (-26 °C), 'Yaku Sunrise'(-23 °C).
Сорта рододендрона якусиманского и гибриды с его участием получившие Award of Garden Merit (AGM):
| - 'Bashful' 1993 (-21 °C) - 'Caroline Allbrook' 1993 (-23 °C) - 'Crete' 2005 (-26 °C) - 'Dopey' 1993 (-18 °C) - 'Dreamland' 2002 (-23 °C) - 'Fantastica' 2002 (-26 °C) - 'Golden Torch' 1993 (-18 °C) - 'Hachmann's Marlis' 2002 - 'Hachmann's Polaris' 2002 (-26 °C) - 'Hachmann's Porzellan' 2005 - 'Hydon Dawn' 1993 (-15 °C) - 'Hydon Hunter' 1993 (-15 °C) - 'Ken Janeck' 2005 (-26 °C) - 'Lady Romsey' 2005 | - 'Marietta' 2005 - 'Morning Cloud' 1993 (-21 °C) - 'Percy Wiseman' 1993 (-21 °C) - 'Pink Cherub' 1993 (-23 °C) - 'Rendezvous' 2002 - 'Renoir' 1993 - 'Schneekrone' 2005 (-23 °C) - 'Silberwolke' 2005 (-23 °C) - 'Silver Jubilee' 2005 - 'Tatjana' 2002 - 'Vintage Rosé' 1993 - yakushimanum 'Edelweiss' 2005 - yakushimanum 'Koichiro Wada' 1993 - yakushimanum 'Schneekissen' 2005 |

Яки высаживают в местах хорошо освещённых солнцем. pH почвы не более 6. Почва должна быть рыхлой. Пересушивания почвы и застоя воды эта группа рододендронов не переносит. Если растение выращивалось в контейнере, перед посадкой в открытый грунт рекомендуется частично разрушить наружную часть оплетённого корнями земляного кома.